# Évariste Ndayishimiye
Generalul Évariste Ndayishimiye (n. 17 iunie 1968, Commune of Giheta⁠(d), IProvense ya Gitega, Burundi) este un politician burundez care ocupă funcția de președinte al Burundiului din 18 iunie 2020. S-a implicat în Consiliul Național pentru Apărarea Democrației - Forțe pentru Apărarea Democrației (Conseil National Pour la Défense de la Démocratie - Forces pour la Défense de la Démocratie, CNDD – FDD) în timpul Războiului Civil din Burundi și urcat pe scara ierarhică în rândurile miliției sale. La sfârșitul conflictului, a intrat în armata burundeză și a deținut o serie de funcții politice în timpul președinției lui Pierre Nkurunziza. Nkurunziza l-a sprijinit pe Ndayishimiye ca succesor înaintea alegerilor din 2020, pe care le-a câștigat cu o largă majoritate.